# Kimün trarikanmakuñ Wallmapu
Kimün trarikanmakuñ Wallmapu, también denominado como "práctica textil del trarikan mapuche" o "técnica de tejido por reserva del trarikan", refiere a un conjunto de prácticas y conocimientos vinculados a la confección de la manta del lonko o jefe de una comunidad mapuche.
Esta práctica se enmarca en la tradición textil mapuche y su origen se encuentra en el Chile prehispánico. Contempla distintos niveles de conocimiento transmitidos de generación en generación que se vinculan, por una parte, con la cosmovisión, prácticas y jerarquías dentro de la sociedad mapuche, y por otro lado, con las técnicas que permiten a las witraltukufe (tejedoras) seguir perpetuando el oficio hasta hoy.
La comunidad cultora se compone principalmente de mujeres mapuche de diversas edades, que actualmente habitan en su mayoría territorios rurales de las regiones del Bio Bio y la Araucanía, al sur de Chile.
En 2018, la práctica textil de trarikán ingresó al Inventario de Patrimonio Cultural Inmaterial de Chile con el objetivo de contemplar acciones desde el Estado para aportar a su salvaguardia, siguiendo los lineamientos de la Convención de 2003 para la Salvaguardia del Patrimonio Cultural Inmaterial de la UNESCO.

## Historia
La práctica textil mapuche se remonta a la época Precolombina. Existen hallazgos en el sitio arqueológico de Alboyanco, en Angol (IX región de la Araucanía), fechados aproximadamente en el año 1436 d. C., que demostraron cómo los grupos que habitaban esta zona realizaban tejidos con lana de camélidos antes de la llegada de los conquistadores.
Cronistas, viajeros y naturalistas como González de Najera e Ignacio Domeyko señalaron la existencia prehispánica de la manta mapuche o makuñ, describiéndola como una prenda de lana de gran sencillez y comodidad, de uso exclusivamente masculino.
Los registros más antiguos sobre el origen de la trarikanmakuñ son señalados por el investigador mapuche y rurafe (platero) Juan Painecura, quien traza la creación de la manta al siglo XVIII, periodo en que el pueblo mapuche creó su propia estructura político y social, organizándose en asentamientos llamados ayllarewe, cuya autoridad principal era el lonko o cabeza de la comunidad. Para Painecura, la trarikanmakuñ aparece como una expresión simbólica de este nuevo orden interno creado por el pueblo mapuche como respuesta a los cambios drásticos de tipo social, económico político y territorial que se dan a raíz de la independencia de Chile de la corona Española. 

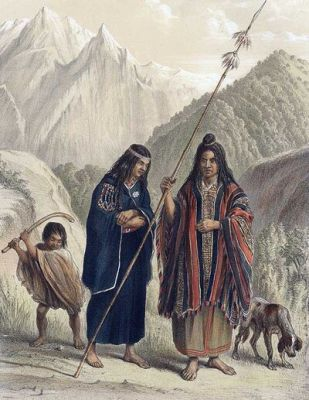
Los orígenes de la manta están en el, época en que los mapuches crearon una estructura social que estableció al lonko como autoridad principal.

A partir de la primera mitad del siglo XX, historiadores como Tomás Guevara y Claude Joseph registraron descripciones más detalladas de la trarikanmakuñ, describiéndola como un tipo de manta especialmente utilizada por el lonko. El investigador Pedro Mege señala que este tipo de manta se distingue del resto de la práctica textil mapuche ya que, además de entregar abrigo y protección, están destinadas a dar una mayor significación social a quien la porta dentro de la comunidad.
Dentro de la cultura mapuche, el oficio textil y la confección de la trarikanmakuñ ha estado históricamente ligado a las mujeres. Antiguamente, la maestra tejedora o düwekafe dominaba las técnicas y formas de producción de tejido, así como los usos y significados de diseños y colores, que eran traspasados de forma matrilineal a las nuevas generaciones. Estos conocimientos se mantienen hasta hoy en el trabajo de las cultoras de esta práctica: tejedoras de trarikan que habitan predominantemente en las regiones del Bio Bio y la Araucanía.

## Significado en la cultura mapuche
La tradición textil es una parte fundamental de la identidad cultural mapuche ya que las creaciones de tejido reproducen valores culturales y estéticos. La confección y uso de las prendas creadas por las düwekafe pasan a formar parte de una compleja red de relaciones sociales y simbólicas, que al ser transmitidas de generación en generación, posibilitan la vigencia de la cultura mapuche.
El proceso de creación de la trarikanmakuñ se da en contextos cotidianos donde la observación juega un papel crucial para todas las etapas del tejido, desde la recolección y preparación de las materias primas hasta la confección de la prenda. En las distintas fases de este proceso intervienen miembros de la familia que apoyan en acciones puntuales como recolectar las lanas o apoyar el tejido. 
La creación de la manta también contempla aspectos estéticos particulares como el uso principal de color rojo y negro, símbolos que expresan una conexión con las cuatro dimensiones de la existencia que concibe la cosmovisión mapuche la genealogía y la base sobre la que el lonko construye su poder dentro de la sociedad mapuche. Bajo este marco, la trarikanmakuñ es una prenda con una importante carga simbólica y política al ser usada únicamente por hombres, quienes tradicionalmente han portado roles de autoridad dentro de la estructura social mapuche a través de la figura del lonko o jefe de la comunidad.

## Proceso de preparación y fabricación
La práctica textil para crear este tipo de manta se conoce como "teñido por reserva" o "reserva de urdimbre". La trarikanmakuñ integra técnicas de tejido en telar vertical o wirtral, teñido por amarre y conocimiento de los simbolismos expresados en la prenda. 

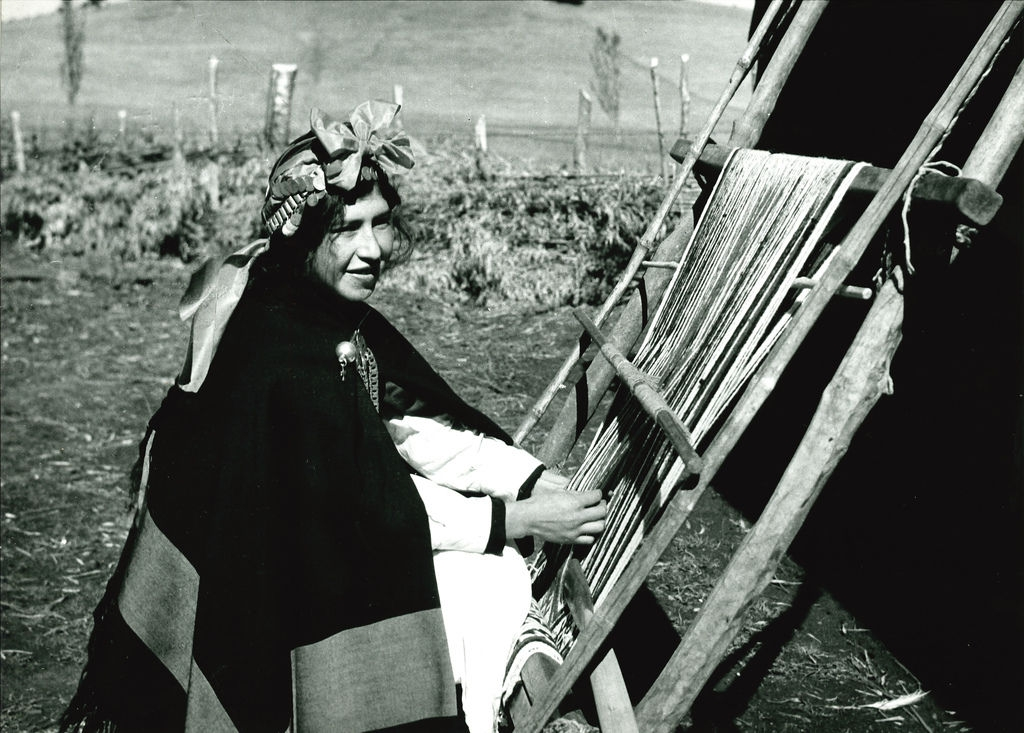
Mujer mapuche tejiendo en telar vertical o witral.

En el caso específico del trarikan, una vez urdida la manta en el witral, parte de los hilos donde se incorporan los símbolos son "amarrados" o impermeabilizados con el propósito de mantenerlos aislados durante el proceso de teñido, que usualmente se realiza sumergiendo la manta en agua tinturada. De esta manera, los hilos aislados emergen sin color. Este proceso permite que, al tejer, se produzcan diseños geométricos de alto contraste.
Tradicionalmente, para el proceso de impermeabilización de los hilos las witraltukufe utilizaban ñocha, planta endémica de Chile cuyas hojas son muy resistentes y también son utilizadas en trabajos de cestería. Sin embargo, debido a la actual escasez de esta hierba en los bosques chilenos, las cultoras han adaptado la técnica al uso de productos sintéticos como el plástico o papel "alusa" y la anilina.

## Valoración y reconocimientos
A lo largo de los años, la comunidad tejedora ha perdido el acceso directo a recursos naturales que actuaban como insumos básicos para la elaboración de la manta, junto con esto, ha existido una pérdida general de conocimiento del significado iconográfico, debido a las intensas transformaciones de la sociedad mapuche tras la ocupación chilena en Wallmapu.
Pese a esto, la carga simbólica y política se ha mantenido en la trarikanmakuñ, pues se le reconoce en la actualidad como manta de hombre mapuche con autoridad y sigue circulando como un tipo de textil utilizado en ceremonias rituales como el nguillatun y el winoy tripantu. 
Debido a esta dimensión, hoy las cultoras hacen una diferenciación en las posibilidades de aprendizaje de los conocimientos asociados a la creación de la trarikanmakuñ, dividiendo el proceso en dos grandes áreas: el aprendizaje de la técnica manual y el aprendizaje de saberes simbólicos, culturales y contextuales. Ambas líneas de conocimientos conjugados permiten que una tejedora mapuche pueda convertirse una witraltukufe de trarikan.
En 2015, el Consejo Nacional de la Cultura y las Artes reconoció como Tesoro Humano Vivo a Amalia Quilapi Huenul por su manejo de la técnica de tejido de trarikan, su labor para la preservación y divulgación de la práctica, además de su manejo de la lengua mapuzungun y sus amplios conocimientos sobre la filosofía y cosmovisión ancestral del pueblo mapuche.